# Tanhuma
Midrash Tanhuma (hebraico: מדרש תנחומא) é o nome dado a três coleções diferentes de Pentateuch aggadot; duas são existentes, enquanto a terceira é conhecida apenas através de citações. Estes midrashim, embora com o nome de R. Tanḥuma, não deve ser considerado como tendo sido escrito ou editado por ele. Eles foram assim denominados apenas porque consistem em parte de homilias originárias dele (isso é indicado pela fórmula introdutória "Assim começou R. Tanḥuma" ou "Assim pregou R. Tanḥuma") e em parte homilias por professores aggádicos que seguiram o estilo de R. Tanḥuma.
É possível que o próprio R. Tanḥuma tenha preservado suas homilias e que sua coleção tenha sido usada pelos editores do midrash. As três coleções foram editadas em momentos diferentes; serão, portanto, tratados em ordem cronológica. De acordo com a pesquisa e tradução mais recente de Samuel Berman sobre Midrash-Tanhuma, o "manuscrito mais antigo deste texto foi compilado no final do século VIII ou IX".